# UEFA U-17 축구 선수권 대회
UEFA 유러피언 U-17 챔피언십(UEFA European Under-17 Championship)은 유럽 축구 연맹(UEFA)이 주관하는 17세 이하 축구 국가대표팀 간의 국가대항전으로 홀수 해에 열리는 이 대회는 FIFA U-17 월드컵의 유럽 지역 예선을 겸한다.

## 역대 대회

### UEFA U-16 축구 선수권 대회 (UEFA European Under-16 Championship)
| 연도          | 개최국     | 결승전                | 결승전                 | 결승전       | 3·4위전        | 3·4위전                | 3·4위전      |
| 연도          | 개최국     | 우승                  | 득점                   | 준우승       | 3위            | 득점                   | 4위          |
| ------------- | ---------- | --------------------- | ---------------------- | ------------ | -------------- | ---------------------- | ------------ |
| 1982년 자세히 | 이탈리아   | 이탈리아              | 1 : 0                  | 서독         | 유고슬라비아   | 0 : 0 (승부차기 4 : 2) | 핀란드       |
| 1984년 자세히 | 서독       | 서독                  | 2 : 0                  | 소련         | 잉글랜드       | 1 : 0                  | 유고슬라비아 |
| 1985년 자세히 | 헝가리     | 소련                  | 4 : 0                  | 그리스       | 스페인         | 1 : 0                  | 동독         |
| 1986년 자세히 | 그리스     | 스페인                | 2 : 1                  | 이탈리아     | 소련           | 1 : 1 (승부차기 9 : 8) | 동독         |
| 1987년 자세히 | 프랑스     | 이탈리아 우승 팀 없음 | (1 : 0) 0 : 3          | 소련         | 프랑스         | 3 : 0                  | 튀르키예     |
| 1988년 자세히 | 스페인     | 스페인                | 0 : 0 (승부차기 4 : 2) | 포르투갈     | 동독           | 0 : 0 (승부차기 5 : 4) | 서독         |
| 1989년 자세히 | 덴마크     | 포르투갈              | 4 : 1                  | 동독         | 프랑스         | 3 : 2                  | 스페인       |
| 1990년 자세히 | 동독       | 체코슬로바키아        | 3 : 2 (연장전)         | 유고슬라비아 | 폴란드         | 3 : 2                  | 포르투갈     |
| 1991년 자세히 | 스위스     | 스페인                | 2 : 0                  | 독일         | 그리스         | 1 : 1 (승부차기 5 : 4) | 프랑스       |
| 1992년 자세히 | 키프로스   | 독일                  | 2 : 1                  | 스페인       | 이탈리아       | 1 : 0                  | 포르투갈     |
| 1993년 자세히 | 튀르키예   | 폴란드                | 1 : 0                  | 이탈리아     | 체코슬로바키아 | 2 : 1                  | 프랑스       |
| 1994년 자세히 | 아일랜드   | 튀르키예              | 1 : 0                  | 덴마크       | 우크라이나     | 2 : 0                  | 오스트리아   |
| 1995년 자세히 | 벨기에     | 포르투갈              | 2 : 0                  | 스페인       | 독일           | 2 : 1 (연장전)         | 프랑스       |
| 1996년 자세히 | 오스트리아 | 포르투갈              | 1 : 0                  | 프랑스       | 이스라엘       | 3 : 2                  | 그리스       |
| 1997년 자세히 | 독일       | 스페인                | 0 : 0 (승부차기 5 : 4) | 오스트리아   | 독일           | 3 : 1                  | 스위스       |
| 1998년 자세히 | 스코틀랜드 | 아일랜드              | 2 : 1                  | 이탈리아     | 스페인         | 2 : 1                  | 포르투갈     |
| 1999년 자세히 | 체코       | 스페인                | 4 : 1                  | 폴란드       | 독일           | 2 : 1                  | 체코         |
| 2000년 자세히 | 이스라엘   | 포르투갈              | 2 : 1 (골든골)         | 체코         | 네덜란드       | 5 : 0                  | 그리스       |
| 2001년 자세히 | 잉글랜드   | 스페인                | 1 : 0                  | 프랑스       | 크로아티아     | 4 : 1                  | 잉글랜드     |

### UEFA U-17 축구 선수권 대회 (UEFA European Under-17 Championship)
| 연도          | 개최국       | 결승전                                 | 결승전                                 | 결승전                                 | 3·4위전                                | 3·4위전                                | 3·4위전                                |
| 연도          | 개최국       | 우승                                   | 득점                                   | 준우승                                 | 3위                                    | 득점                                   | 4위                                    |
| ------------- | ------------ | -------------------------------------- | -------------------------------------- | -------------------------------------- | -------------------------------------- | -------------------------------------- | -------------------------------------- |
| 2002년 자세히 | 덴마크       | 스위스                                 | 0 : 0 (승부차기 4 : 2)                 | 프랑스                                 | 잉글랜드                               | 4 : 1                                  | 스페인                                 |
| 2003년 자세히 | 포르투갈     | 포르투갈                               | 2 : 1                                  | 스페인                                 | 오스트리아                             | 1 : 0                                  | 잉글랜드                               |
| 2004년 자세히 | 프랑스       | 프랑스                                 | 2 : 1                                  | 스페인                                 | 포르투갈                               | 4 : 4 (승부차기 3 : 2)                 | 잉글랜드                               |
| 2005년 자세히 | 이탈리아     | 튀르키예                               | 2 : 0                                  | 네덜란드                               | 이탈리아                               | 2 : 1 (연장전)                         | 크로아티아                             |
| 2006년 자세히 | 룩셈부르크   | 러시아                                 | 2 : 2 (승부차기 5 : 3)                 | 체코                                   | 스페인                                 | 1 : 1 (승부차기 3 : 2)                 | 독일                                   |
| 연도          | 개최국       | 결승전                                 | 결승전                                 | 결승전                                 | 준결승전 패배 팀                       | 준결승전 패배 팀                       | 준결승전 패배 팀                       |
| 연도          | 개최국       | 우승                                   | 득점                                   | 준우승                                 | 준결승전 패배 팀                       | 준결승전 패배 팀                       | 준결승전 패배 팀                       |
| 2007년 자세히 | 벨기에       | 스페인                                 | 1 : 0                                  | 잉글랜드                               | 벨기에, 프랑스                         | 벨기에, 프랑스                         | 벨기에, 프랑스                         |
| 2008년 자세히 | 튀르키예     | 스페인                                 | 4 : 0                                  | 프랑스                                 | 네덜란드, 튀르키예                     | 네덜란드, 튀르키예                     | 네덜란드, 튀르키예                     |
| 2009년 자세히 | 독일         | 독일                                   | 2 : 1 (연장전)                         | 네덜란드                               | 이탈리아, 스위스                       | 이탈리아, 스위스                       | 이탈리아, 스위스                       |
| 2010년 자세히 | 리히텐슈타인 | 잉글랜드                               | 2 : 1                                  | 스페인                                 | 프랑스, 튀르키예                       | 프랑스, 튀르키예                       | 프랑스, 튀르키예                       |
| 2011년 자세히 | 세르비아     | 네덜란드                               | 5 : 2                                  | 독일                                   | 덴마크, 잉글랜드                       | 덴마크, 잉글랜드                       | 덴마크, 잉글랜드                       |
| 2012년 자세히 | 슬로베니아   | 네덜란드                               | 1 : 1 (승부차기 5 : 4)                 | 독일                                   | 조지아, 폴란드                         | 조지아, 폴란드                         | 조지아, 폴란드                         |
| 2013년 자세히 | 슬로바키아   | 러시아                                 | 0 : 0 (승부차기 5 : 4)                 | 이탈리아                               | 슬로바키아, 스웨덴                     | 슬로바키아, 스웨덴                     | 슬로바키아, 스웨덴                     |
| 2014년 자세히 | 몰타         | 잉글랜드                               | 1 : 1 (승부차기 4 : 1)                 | 네덜란드                               | 포르투갈, 스코틀랜드                   | 포르투갈, 스코틀랜드                   | 포르투갈, 스코틀랜드                   |
| 2015년 자세히 | 불가리아     | 프랑스                                 | 4 : 1                                  | 독일                                   | 벨기에, 러시아                         | 벨기에, 러시아                         | 벨기에, 러시아                         |
| 2016년 자세히 | 아제르바이잔 | 포르투갈                               | 1 : 1 (승부차기 5 : 4)                 | 스페인                                 | 독일, 네덜란드                         | 독일, 네덜란드                         | 독일, 네덜란드                         |
| 2017년 자세히 | 크로아티아   | 스페인                                 | 2 : 2 (승부차기 4 : 1)                 | 잉글랜드                               | 독일, 튀르키예                         | 독일, 튀르키예                         | 독일, 튀르키예                         |
| 2018년 자세히 | 잉글랜드     | 네덜란드                               | 2 : 2 (승부차기 4 : 1)                 | 이탈리아                               | 벨기에, 잉글랜드                       | 벨기에, 잉글랜드                       | 벨기에, 잉글랜드                       |
| 2019년 자세히 | 아일랜드     | 네덜란드                               | 4 : 2                                  | 이탈리아                               | 프랑스, 스페인                         | 프랑스, 스페인                         | 프랑스, 스페인                         |
| 2020년 자세히 | 에스토니아   | 코로나19 범유행의 여파로 인하여 취소됨 | 코로나19 범유행의 여파로 인하여 취소됨 | 코로나19 범유행의 여파로 인하여 취소됨 | 코로나19 범유행의 여파로 인하여 취소됨 | 코로나19 범유행의 여파로 인하여 취소됨 | 코로나19 범유행의 여파로 인하여 취소됨 |
| 2021년 자세히 | 키프로스     | 코로나19 범유행의 여파로 인하여 취소됨 | 코로나19 범유행의 여파로 인하여 취소됨 | 코로나19 범유행의 여파로 인하여 취소됨 | 코로나19 범유행의 여파로 인하여 취소됨 | 코로나19 범유행의 여파로 인하여 취소됨 | 코로나19 범유행의 여파로 인하여 취소됨 |
| 2022년 자세히 | 이스라엘     | 프랑스                                 | 2 : 1                                  | 네덜란드                               | 포르투갈, 세르비아                     | 포르투갈, 세르비아                     | 포르투갈, 세르비아                     |
| 2023년 자세히 | 헝가리       | 독일                                   | 0 : 0 (승부차기 5 : 4)                 | 프랑스                                 | 폴란드, 스페인                         | 폴란드, 스페인                         | 폴란드, 스페인                         |
| 2024년 자세히 | 키프로스     | 이탈리아                               | 3 : 0                                  | 포르투갈                               | 덴마크, 세르비아                       | 덴마크, 세르비아                       | 덴마크, 세르비아                       |

## 같이 보기
- UEFA U-17 여자 축구 선수권 대회